# ريتشارد ووس
ريتشارد فوس (بالألمانية: Richard Wöss) مواليد 10 أكتوبر 1986 في فيينا، هو لاعب كرة يد نمساوي يلعب كجناح أيمن. يلعب حاليا مع نادي برقيشر لكرة اليد. مثل منتخب النمسا لكرة اليد.

## سجل المنافسة
شارك في البطولات التالية:
- بطولة أوروبا لكرة اليد للرجال 2014

## روابط خارجية
- ريتشارد ووس على موقع الاتحاد الأوروبي لكرة اليد (الإنجليزية)